# Station Zainvillers
Station Zainvillers is een voormalig spoorwegstation in de Franse gemeente Vagney. Het station is gesloten.